# Ben Doak
Ben Gannon Doak (Dalry, 11 novembre 2005) è un calciatore scozzese, attaccante del Bournemouth e della nazionale scozzese.

## Carriera

### Club
Doak è cresciuto nel settore giovanile del Celtic, dove ha debuttato a livello professionistio il 2 febbraio 2022 nell'incontro di Scottish Premiership vinto 3-0 contro il Rangers. A fine stagione è stato acquistato a titolo definitivo dal Liverpool.
Impiegato principalmente con la formazione Under-21, ha debuttato in prima squadra con i Reds il 9 novembre 2022 in Coppa di Lega contro il Derby County e cinque giorni dopo ha firmato il suo primo contratto professionistico.
Il 30 agosto 2024, dopo aver giocato anche 2 partite di campionato con il Liverpool, è passato in prestito al Middlesbrough, club della seconda divisione inglese.
Il 18 agosto 2025 viene ceduto a titolo definitivo al Bournemouth per 25 milioni di sterline.

### Nazionale
Ha giocato nelle nazionali giovanili scozzesi Under-16, Under-17 ed Under-21.
Nel maggio del 2024 è stato incluso nella lista preliminare dei convocati della nazionale scozzese per gli Europei del 2024, ma il successivo 4 giugno ha dovuto rinunciarvi a causa di un infortunio. Ha poi debuttato il 6 settembre seguente nel secondo tempo dell'incontro di UEFA Nations League perso 2-3 contro la Polonia.

## Statistiche

### Presenze e reti nei club
Aggiornato al 18 agosto 2025.
| Stagione         | Squadra          | Campionato       | Campionato | Campionato | Coppe nazionali | Coppe nazionali | Coppe nazionali | Coppe continentali | Coppe continentali | Coppe continentali | Altre coppe | Altre coppe | Altre coppe | Totale | Totale | Totale |
| Stagione         | Squadra          | Comp             | Pres       | Reti       | Comp            | Pres            | Reti            | Comp               | Pres               | Reti               | Comp        | Pres        | Reti        | Pres   | Reti   |        |
| ---------------- | ---------------- | ---------------- | ---------- | ---------- | --------------- | --------------- | --------------- | ------------------ | ------------------ | ------------------ | ----------- | ----------- | ----------- | ------ | ------ | ------ |
| 2021-2022        | Celtic           | SP               | 2          | 0          | CS+CdL          | 0               | 0               | UCL+UEL+UECL       | 0                  | 0                  | -           | -           | -           | 2      | 0      |        |
| 2022-2023        | Liverpool        | PL               | 2          | 0          | FACup+CdL       | 2+1             | 0               | -                  | -                  | -                  | -           | -           | -           | 5      | 0      |        |
| 2023-2024        | Liverpool        | PL               | 1          | 0          | FACup+CdL       | 0+1             | 0               | UEL                | 3                  | 0                  | -           | -           | -           | 5      | 0      |        |
| Totale Liverpool | Totale Liverpool | Totale Liverpool | 3          | 0          |                 | 4               | 0               |                    | 3                  | 0                  |             | -           | -           | 10     | 0      |        |
| 2024-2025        | Middlesbrough    | FLC              | 24         | 3          | FACup+CdL       | 0               | 0               | -                  | -                  | -                  | -           | -           | -           | 24     | 3      |        |
| 2025-2026        | Bournemouth      | PL               | -          | -          | FACup+CdL       | -               | -               | -                  | -                  | -                  | -           | -           | -           | -      | -      |        |
| Totale carriera  | Totale carriera  | Totale carriera  | 29         | 3          |                 | 4               | 0               |                    | 3                  | 0                  |             | -           | -           | 36     | 3      |        |

### Cronologia presenze e reti in nazionale
| Cronologia completa delle presenze e delle reti in nazionale ― Scozia | Cronologia completa delle presenze e delle reti in nazionale ― Scozia | Cronologia completa delle presenze e delle reti in nazionale ― Scozia | Cronologia completa delle presenze e delle reti in nazionale ― Scozia | Cronologia completa delle presenze e delle reti in nazionale ― Scozia | Cronologia completa delle presenze e delle reti in nazionale ― Scozia | Cronologia completa delle presenze e delle reti in nazionale ― Scozia | Cronologia completa delle presenze e delle reti in nazionale ― Scozia |
| Data                                                                  | Città                                                                 | In casa                                                               | Risultato                                                             | Ospiti                                                                | Competizione                                                          | Reti                                                                  | Note                                                                  |
| --------------------------------------------------------------------- | --------------------------------------------------------------------- | --------------------------------------------------------------------- | --------------------------------------------------------------------- | --------------------------------------------------------------------- | --------------------------------------------------------------------- | --------------------------------------------------------------------- | --------------------------------------------------------------------- |
| 5-9-2024                                                              | Glasgow                                                               | Scozia                                                                | 2 – 3                                                                 | Polonia                                                               | UEFA Nations League 2024-2025 - 1º turno                              | -                                                                     | 71’                                                                   |
| 8-9-2024                                                              | Lisbona                                                               | Portogallo                                                            | 2 – 1                                                                 | Scozia                                                                | UEFA Nations League 2024-2025 - 1º turno                              | -                                                                     | 90+1’                                                                 |
| 12-10-2024                                                            | Zagabria                                                              | Croazia                                                               | 2 – 1                                                                 | Scozia                                                                | UEFA Nations League 2024-2025 - 1º turno                              | -                                                                     | 77’                                                                   |
| 15-10-2024                                                            | Glasgow                                                               | Scozia                                                                | 0 – 0                                                                 | Portogallo                                                            | UEFA Nations League 2024-2025 - 1º turno                              | -                                                                     | 67’                                                                   |
| 15-11-2024                                                            | Glasgow                                                               | Scozia                                                                | 1 – 0                                                                 | Croazia                                                               | UEFA Nations League 2024-2025 - 1º turno                              | -                                                                     | 90+2’                                                                 |
| 18-11-2024                                                            | Varsavia                                                              | Polonia                                                               | 1 – 2                                                                 | Scozia                                                                | UEFA Nations League 2024-2025 - 1º turno                              | -                                                                     | 66’                                                                   |
| Totale                                                                |                                                                       | Presenze                                                              | 6                                                                     |                                                                       | Reti                                                                  | 0                                                                     |                                                                       |

## Palmarès

### Club

#### Competizioni nazionali
- Campionato scozzese: 1

Celtic: 2021-2022
- Coppa di Lega scozzese: 1

Celtic: 2021-2022